# Teléfono de lata

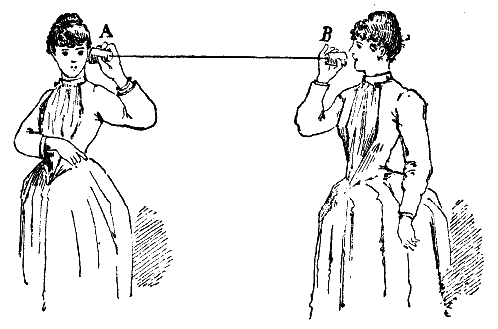
Dibujo de teléfono de lata del.

Un teléfono de lata es un dispositivo acústico donde el sonido es transformado en vibraciones en cadena en una lata. Estas vibraciones se transmiten a lo largo de una cuerda, para ser transformadas de nuevo en sonido en otra lata situada en el extremo de la cuerda. Normalmente se compone de dos latas, conos de papel o similares, unidos por un elemento tenso, como una cuerda o un hilo, entre ambos extremos.

## Historia
Antes del teléfono electromagnético actual, había dispositivos acústicos mecánicos para transmitir palabras y música a una distancia mayor que la del habla normal. Los primeros teléfonos mecánicos utilizaron tubos u otros medios físicos, y entre los primeros experimentos realizados estuvieron los del físico y polímata británico Robert Hooke entre 1664 y 1685. Desde 1664 a 1665 Hooke experimentaba transmitiendo sonido a través de alambre tensado. Se le atribuye un teléfono acústico de cuerda tan temprano como 1667.
El muy similar teléfono de lata, o 'teléfono de amantes', también se ha conocido por siglos. Dos diafragmas con cuerda o alambre tirante se conectan, transmitiendo el sonido por vibraciones mecánicas desde una a la otra a través del alambre (y no por una corriente eléctrica modulada). El ejemplo clásico es el juguete de niños que se hace conectando los fondos de dos vasos de papel, latas de metal, o botellas de plástico con cuerda sostenida tensamente.
Por un corto periodo, los teléfonos acústicos se vendieron como una fuerte competencia al teléfono eléctrico. Cuando la patente del teléfono de Alexander Graham Bell caducó, docenas de nuevas empresas inundaron el mercado, los fabricantes de teléfonos acústicos no pudieron competir y cerraron rápidamente. Su alcance máximo era muy limitado, pero cientos de innovaciones (causando cerca de 300 patentes) hizo que se pudieran alcanzar la distancia aproximada de media milla (800 m) o más en buenas condiciones. Un ejemplo de una de estas empresas era la 'Pulsion Telephone Supply Company' de Lemuel Mellett de Massachusetts, la cual diseñó su versión en 1888 y la desplegó en ferrocarriles, supuestamente con un alcance de 3 millas (4,8 km).
En los siglos anteriores a que las latas y los vasos de papel se convirtieran en algo común, se usaban otros tipos de vasos y el aparato era a veces llamado el "teléfono de amantes". Durante el siglo XX, se generalizaron en las escuelas preescolares y primarias para enseñar a los niños sobre las vibraciones del sonido.

## Experimentos
```
 Cuando el hilo y la garganta entran en contacto, es posible notar una sensación de interferencia. Al tocar el hilo, puede haber una leve perturbación o vibración en los dedos debido a las vibraciones que se generan en la garganta al hablar. Estas vibraciones se transmiten a través de la garganta y pueden ser percibidas en los dedos. La sensación experimentada puede variar dependiendo de la fuerza y la tonalidad de la voz.
 Si pones el vaso en tu oído y tocas el hilo, es posible que escuches un sonido resonante y más fuerte. Esto se debe a la forma en que el sonido se propaga a través del hilo y el vaso hasta llegar a tu oído.
```

Cuando tocas el hilo, este comienza a vibrar. Estas vibraciones viajan a lo largo del hilo y llegan al vaso. El vaso actúa como una especie de amplificador del sonido. Al colocar el vaso en tu oído, permites que el sonido amplificado se transmita directamente a tu oído interno, lo que resulta en una experiencia auditiva más intensa y resonante.
El experimento del teléfono de lata nos permite explorar cómo el sonido puede ser transmitido y amplificado utilizando dos latas y una cuerda. Al generar vibraciones en la cuerda, estas se propagan a lo largo de la misma y son transferidas a las latas. Las latas actúan como cajas de resonancia, amplificando y modulando las vibraciones para generar un sonido más intenso y claro. Esta amplificación y resonancia se basan en los principios físicos del sonido y la acústica.
```
 La conexión entre las dos latas a través de la cuerda permite que el sonido sea percibido de manera amplificada. Al hablar en una lata, las vibraciones se transmiten a través de la cuerda y son captadas por la lata receptora, donde se convierten nuevamente en sonido. Al acercar la lata receptora al oído, el sonido amplificado resonará directamente en el canal auditivo, proporcionando una experiencia auditiva más intensa.
```

```
 Es importante destacar que el éxito del experimento depende de la tensión y la calidad de la cuerda, así como de la calidad de resonancia de las latas. Una cuerda bien tensa permitirá una transmisión más efectiva de las vibraciones, mientras que las latas deben tener una forma adecuada y un buen contacto con la cuerda para maximizar la amplificación y resonancia del sonido.
```

```
 El experimento del teléfono de lata no solo nos muestra un fenómeno interesante relacionado con el sonido, sino que también nos brinda la oportunidad de explorar los principios de la física acústica y comprender cómo el sonido puede ser transmitido y amplificado a través de diferentes medios.
```